# Uncifera acuminata
Uncifera acuminata är en orkidéart som beskrevs av John Lindley. Uncifera acuminata ingår i släktet Uncifera och familjen orkidéer. Inga underarter finns listade i Catalogue of Life.